# Osasco (Italia)

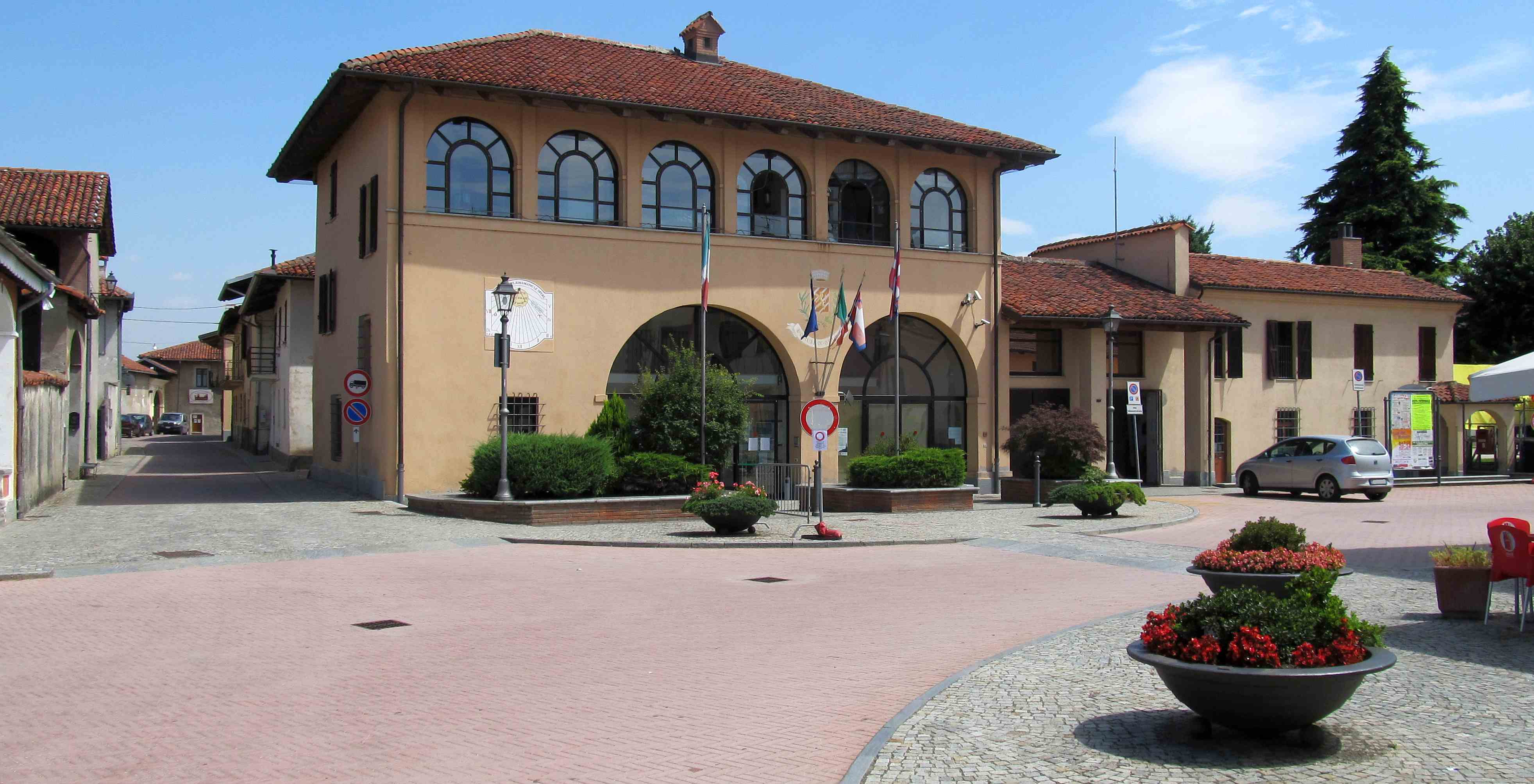
Panorama del Municipio

Osasco es una localidad y comune italiana de la provincia de Turín, región de Piamonte, con 1.138 habitantes.

## Evolución demográfica
| Gráfica de evolución demográfica de Osasco entre 1861 y |
|                                                         |
| Fuente ISTAT - elaboración gráfica de Wikipedia         |